# I-City
i-City是马来西亚雪兰莪州八打灵县莎亚南第七区的一个商区。该区由Jon A. Jerde设计，计划打造一个完全集成的智慧城市，包含企业，休闲和住宅区，如100万平方英尺的区域购物中心、办公楼、科技中心、办公套件、酒店、公寓、数据中心和创新中心等。i-City也配置了先进的LED光影技术，是马来西亚的主要夜间灯光旅游景点之一。
i-City同时是多媒体超级走廊的网络中心，具有多媒体超级走廊地位的知识型公司可以利用由多媒体超级走廊提供的保证金担保和各种激励措施。它也被马来西亚旅游部推荐为旅游目的地，并由雪兰莪州政府宣布成为国际公园。这样的场地允许娱乐和其他国际大都会生活方式网点在24-7的基础上运作。i-City2的总发展额在2005年从15亿马币增长到90亿马币。

## 公共交通
i-City未来将会有一座轻快铁站，属于万达镇-巴生线（第三轻快铁）线路，预计将于2024年开放。目前，最靠近i-City的通勤铁路车站是巴当爪哇站。